# Editto delle chiudende
Fattas a s’afferra afferra,
Si su chelu fit in terra,
che l’aian serradu puru»
	fatte all’arraffa arraffa;
	se il cielo fosse in terra,
	avrebbero recintato pure quello»
(Tancas serradas a muru di Melchiorre Murenu, traduzione di Giovanni Spano)
L'editto delle chiudende (Regio editto sopra le chiudende, sopra i terreni comuni e della Corona, e sopra i tabacchi, nel Regno di Sardegna) fu un provvedimento legislativo emanato il 6 ottobre 1820 dal re di Sardegna Vittorio Emanuele I e pubblicato nel 1823. 
La norma autorizzava qualunque proprietario a liberamente chiudere di siepe, o di muro, vallar di fossa, qualunque suo terreno non soggetto a servitù di pascolo, di passaggio, di fontana o d'abbeveratoio.
Con questo decreto si consentì la creazione della proprietà privata e fu cancellato il regime della proprietà collettiva dei terreni e l'istituto dell'ademprivio, che era stata una costante della cultura e dell'economia sarda da tempi remoti.

L'editto puntava a rafforzare il ceto medio possidente, di fatto l'editto serviva anche a togliere il feudalesimo di origini spagnole e creare le condizioni per lo sviluppo di un'agricoltura più in linea con gli standard delle regioni europee considerate al tempo più sviluppate. La riforma era considerata urgente alla luce delle condizioni dell'agricoltura locale, considerata arretrata. Egual licenza era concessa ai comuni, per i terreni di loro proprietà, ed in tutti i terreni chiusi in applicazione dell'editto era "libera qualunque coltivazione, compresa quella del tabacco".
La riforma era stata attuata sulla falsariga di normative vigenti in altri paesi d'Europa, come ad esempio in Inghilterra, dove erano attive le enclosures, basate sul principio secondo il quale, solo con la proprietà privata, si sarebbe compiuto un incremento e sviluppo di imprese agricole.

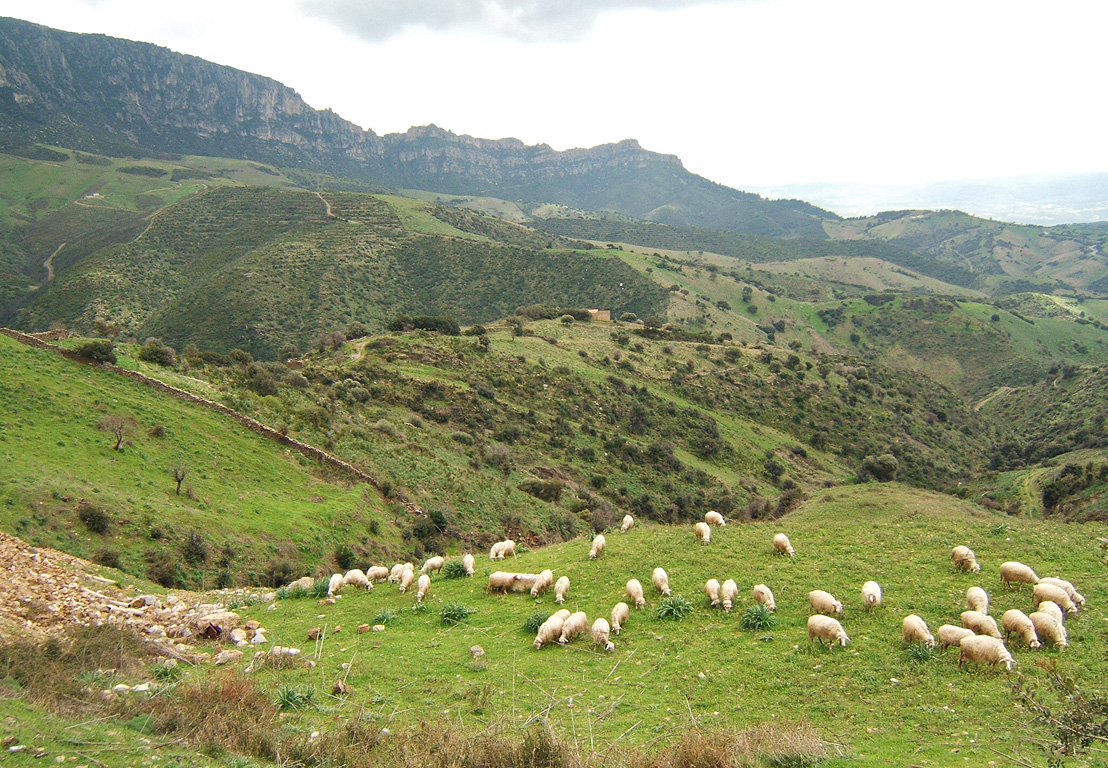
Pecore al pascolo e muretti a secco a Lula

## Teoria e pratica del riformismo agrario
(articolo 1,  Atti governativi e amministrativi, n.1002)
In Sardegna la riforma agraria del governo sabaudo, sollecitata da diversi studi economici svolti in precedenza, non tenne conto della diversità dei vari territori e soprattutto del fatto che nell'isola vigeva ancora il sistema feudale, che si innestava nel sistema tradizionale degli ademprivi, rendendo la situazione giuridica dei terreni altamente complessa. L'uso degli ademprivi, inoltre, prevedeva la rotazione degli impieghi della terra, che un anno era destinata a pascolo e l'anno successivo a seminagione secondo determinazioni comunitarie locali.
Fino ad allora la spinta all'agricoltura estensiva basata sul latifondo era stata incentivata con varie norme d'agevolazione. Alcune delle più rilevanti erano state quelle che: concedevano nobiltà gratuita a coloro che piantassero quattromila ulivi, un'altra che concedeva titolo a richiedere fidecommessi a chi disponesse di 400 piante d'ulivo, ed infine una che dava a tutti la facoltà di "chiudere i terreni aperti per formarvi degli uliveti", che prevedeva l'esproprio e la riassegnazione per chi non impiantasse ulivi nelle terre chiuse e la pena di morte per i capi di eventuali complotti di diroccatori di chiudende.
Ma se da un lato l'operato del governo puntava a risanare l'agricoltura ristrutturando la rete dei "monti granatici e d'abbondanza", dall'altro era stato costretto a creare nel 1807 i "monti di riscatto", monti di pegno resisi indispensabili dopo che l'usura che aveva raggiunto livelli preoccupanti per l'ordine sociale. La pastorizia, nelle sue millenarie tradizioni, era debole e disturbante nell'ottica economica piemontese: se già il Gemelli aveva sottolineato come l'istituto dell'alternanza nell'uso delle terre recasse gravi danni da mancato guadagno e fungeva da freno agli investimenti, altri studiosi consideravano una "piaga" l'allevamento semi-brado, diffusissimo nell'isola.
Dopo i moti rivoluzionari sardi (1793-1796) il popolo aveva ottenuto maggiore partecipazione, ma la situazione economica dell'isola era peggiorata. Agli inizi dell'1800 si susseguite numerose carestie a cominciare dal 1802, di seguito nel 1806, la più devastante quella del 1811-1813 infine quella del 1816, quando la carestia fu accompagnata da una pestilenza. Nel frattempo le lotte dei produttori per le terre ebbero l'obiettivo di ottenere l'uso esclusivo e poter praticare le chiusure. 

## L'emanazione dell'editto
L'editto, emanato il 6 ottobre 1820, infranse il tradizionale principio "ubi feuda, ibi demania" (dove ci sono beni feudali, là ci sono i demani) che faceva parte del diritto intermedio già da diverso tempo. Fu accolto subito con criticità da alcuni conoscitori dell'Isola, in particolare dall'Angius, che nel 1822 scriveva che "i pastori cominciarono a maledire irreligiosamente l'editto delle chiudende e a cercare di reprimere l'ambizione di alcuni chiudenti [...]. Queste doglianze furono dall'Ufficio economico della provincia trovate giuste; non pertanto la invocata legge restò inerte".
Gli effetti dell'editto furono di diverse nature. Il marchese Ettore Veuillet d'Yenne ebbe la luogotenenza e raggiunse l'isola proprio pochissimo tempo dopo l'emanazione dell'editto, nel novembre dello stesso anno. Fu viceré fino al 1822, scrisse due relazioni, la prima il 22 settembre 1832, la seconda il successivo 6 ottobre, che contengono una cronaca sufficientemente istruttiva: "È veramente eccessivo l'abuso che fecesi delle chiudende da alcuni proprietari. Siffatto abuso è quasi generale. Si chiusero a muro ed a siepe dei boschi ghiandiferi, si chiusero al piano e ai monti i pascoli migliori per «obbligare i pastori a pagarne un altissimo fitto» e si incorporarono perfino le pubbliche fonti e gli abbeveratoi per meglio dettare ai medesimi la legge". Rincarando la dose, aggiunse che l'editto «giovò soltanto nella sua esecuzione ai ricchi e potenti».
Regio Editto Sopra le chiudende, sopra i terreni comuni e della Corona, e sopra i tabacchi, nel Regno di Sardegna.
In data del 6 d'ottobre 1820, Torino
Il Re Carlo Emanuele, Avolo mio d'immortal memoria, fra le molte sue cure pel rifiorimento della Sardegna, manifestò il pensiero di favorire le chiusure dei terreni; principalissimo mezzo d'assicurare, ed estendere la proprietà, e così promuovere l'agricoltura. Convinti Noi di questa verità, già soggiornanti nell'Isola, Ci siamo applicati ad incoraggiare sì gran miglioramento, e l'anno scorso abbiamo poi creduto bene d'annunziare la legge, che si stava d'ordine nostro preparando. Ora col parere del Nostro Consiglio, di certa Nostra scienza, ed autorità Sovrana, ordiniamo, e stabiliamo in forza di legge quanto segue.
- I. Qualunque proprietario potrà liberamente chiudere di siepe, o di muro, o vallar di fossa, qualunque suo terreno non soggetto a servitù di pascolo, di passaggio, di fontana, o d'abbeveratoio.
- II. Quanto ai terreni soggetti a servitù di pascolo comune, il proprietario, volendo far chiusura, o fossa, presenterà la sua domanda al Prefetto, il quale nella sua qualità d'Intendente, sentito, in Consiglio raddoppiato, il voto delle Comunità interessate, procederà secondo le norme, che saranno stabilite.
- III. Qualunque Comune potrà esercitare sopra i terreni, che gli spettano in proprietà, gli stessi diritti assicurati ad ogni proprietario dall'art. 1 della presente legge.
- IV. Il terreno di proprietà del Comune trovandosi nel caso indicato nell'art.II, la deliberazione dovrà essere presa parimenti in Consiglio raddoppiato, e sottoposta al Prefetto nella sua qualità d'Intendente, per aspettarne le superiori deliberazioni.
- V. Colle stesse forme potrà il Comune, invece di chiudere i terreni di sua proprietà, deliberare il progetto di ripartirli per uguali porzioni fra Capi di Casa, o di venderli, o di darli a fitto; il tutto con quelle riserve, o condizioni, che saranno determinate a vantaggio degli stessi Comuni, e del Regno.
- VI. Quando fra un anno, dopo la pubblicazione della presente legge, il Comune non abbia deliberato il progetto di chiudere, o ripartire, o vendere, o dare a fitto, il riparto potrà essere chiesto davanti al Prefetto dai Capi di casa, in numero almeno di tre.
- VII. I terreni propri della Corona, e fra questi i derelitti, e gli altri vacanti, potranno essere venduti, o dati a fitto, o ceduti gratuitamente, od altrimenti assegnati in un modo conforme alle massime stabilite pel riparto dei terreni Comunali.
- VIII. In qualunque terreno chiuso sarà libera qualunque coltivazione, compresa quella del tabacco.
- IX. Sarà libera in tutto il Regno la vendita delle foglie di tabacco, la manifattura, la vendita e l'uscita del tabacco, mediante il pagamento dei dazi che saranno stabiliti.

Data dal Nostro Castello di Stupinigi, l'anno del Signore mille ottocento venti, e del Regno Nostro il decimonono, addì sei del mese d'ottobre.
Vittorio Emanuele
La reazione pratica infatti era stata la corsa alle chiusure da parte di chi aveva la possibilità di farlo, e fra questi non erano i molti che non vennero a conoscenza del provvedimento se non a chiusure ormai completate. Corsa, come riferito dallo Yenne, caratterizzata dalla diffusione degli abusi da parte di coloro che «non ebbero ribrezzo di cingere immense estensioni di terreni [...] al solo oggetto di far pagare a caro prezzo ai pastori e ai contadini la facoltà di seminarvi ed il diritto di far pascolare i loro armenti». Conseguenza della corsa a chiudere, cui si riferiscono i versi attribuiti al Murenu, fu un diffuso malcontento popolare, che ben presto sfociò in violenza e disordini. Sempre dalla relazione del viceré si apprende (per aver egli assunto le "più accurate informazioni") che gli incidenti cominciarono a Gavoi, con l'abbattimento di tre "chiusi" e con «discussioni fra li demolitori e danneggiati»; seguitarono poi alla vicina Mamoiada e poi a Nuoro, Fonni, Bitti ed altri paesi, «portando in tutti codesti luoghi devastamenti, incendi e rovine, e segnatamente in Benetutti, il di cui aspetto mette orrore al passeggiero». Da queste azioni delittuose contro i beni, si passò presto a quelle contro le persone e si ebbero anche omicidi. Secondo lo Yenne da un lato vi era l'avidità di alcuni proprietari, che chiusero anche pubbliche strade e beni comunali, mentre dall'altro vi era una «irragionevole bramosia de' silvestri pastori di un'illimitata libertà di pascolare i loro armenti in cui ripongono unicamente ogni loro idea di proprietà"». A margine vi era anche, sempre secondo la relazione, l'avarizia di alcuni ecclesiastici che non si ristettero dall'andare predicando presso il popolino che le chiudende erano un sistema odioso, forse per paura di veder calare, con la crescita dell'agricoltura, le loro decime sulla pastorizia.
In alcune aree dell'isola (Logudoro e Campidano) l'editto fu accolto in parte positivamente, soprattutto per il fatto che gli agricoltori erano in gran numero e finalmente potevano proteggere le loro coltivazioni; il rilancio dell'agricoltura portava a valorizzare vecchi istituti spagnoleschi come la roadia, la quale anch'essa, secondo le politiche della riforma, giovava a questi scopi. Ma il malcontento era generale. L'effetto negativo fu risentito in modo particolare nella zona delle Barbagie in quanto la chiusura dei terreni, che erano la risorsa primaria del territorio, fu contrasta da una parte rilevante delle élite locali.
Ben presto molti dei diseredati andarono ad ingrossare le file dei fuorilegge, dando al fenomeno del banditismo una virulenza ancora mai conosciuta. Nel 1827 furono emanate altre norme che confermavano la sostanza dell'editto, negando titolo ad azione risarcitoria a quei proprietari che non avessero chiuso bene i loro "tancati" ed avessero patito danno perché vi fosse penetrato del bestiame; a coloro che non chiudevano bene erano anzi comminate ammende.
L'editto fu riformato nel 1830 e nel 1831, ma il livello del malcontento rimase sopra i livelli di guardia. Gli incidenti crebbero in tal misura che nel 1832 si dovette istituire una commissione militare che fece repressione arrestando ed impiccando senza regolare processo (nel 1833 si emanarono norme per vietare la ricostruzione delle chiudende e ordinare che quelle abusive fossero abbattute); a questa seguì una commissione mista, composta di militari e civili, e ve ne fu anche una terza, che impiegò l'esercito e che era guidata da un giudice dell'Audiencia, ma quest'ultima operò in favore dei proprietari.
A seguito dell'editto del 31 maggio 1836, con il quale cessava la "baronale giurisdizione", finalmente dal 1837 iniziò il riscatto dei feudi, "riacquistati" dal re, che si concluse nel 1846, riscatto che fu pagato attingendo alle tasse dei sardi.
Nel 1847 si attuò la "fusione perfetta" agli stati di terraferma della Sardegna, di cui venne abolita ogni autonomia residuale, senza che i problemi aperti dall'editto del 1820 fossero stati ancora risolti. In ogni caso, la situazione delle chiudende era sempre "monitorata", tanto che nel 1850 l'Angius, nella sua analisi dell'Isola, riservava per ciascuno dei comuni osservati un'apposita sezione in cui osservava quanto le chiudende fossero praticate.

## Strascichi e conseguenze
Il 23 aprile 1865 fu approvata la Legge  n. 2252 (Abolizione degli ademprivi e dei diritti di cussorgia nell’isola di
Sardegna) (Gara. Uff. 4 maggio 1865) con la quale si aboliva l'istituto degli ademprivi e si imponeva una tassazione particolarmente onerosa sulle abitazioni. La tassazione aveva dei correttivi e prevedeva delle agevolazioni, ma queste erano in massima parte inapplicabili nella strutturazione urbanistica sarda, costituita di piccoli villaggi, perché prevista per quelle abitazioni completamente isolate. Si ebbe in Sardegna un esproprio ogni 14 abitanti, mentre la media nazionale era di uno ogni 27.000. L'adozione di questo provvedimento, insieme agli strascichi dell'editto delle chiudende, era stata la causa dei disordini sfociati infine a Nuoro nel 1868 con la rivolta nota come de su Connottu. Dopo la rivolta fu istituita una Commissione d'inchiesta parlamentare sopra le condizioni morali, economiche e finanziarie della Sardegna presieduta dal Depretis che fu attiva dal 24.06.1868 al 14.08.1869.

## La legge De Marzi-Cipolla
Il 27 gennaio 1971 fu approvata la cosiddetta "legge De Marzi-Cipolla" (dal nome degli estensori Fernando De Marzi e Nicolò Cipolla), che porrà fine alle lotte per il pascolo e in parte al fenomeno del banditismo.